# أماندا أمان
أماندا أمان (8 يناير  1987  م - ) هي عارضة أزياء سويسرية ولدت في يوزويل. أُنتخبت ملكة جمال سويسرا لعام 2007،  تعمل كمستشارة إدارية لواحدة من أكبر الشركات الاستشارية في سويسرا. 